# 尉遅
尉遅（うっち）は、漢姓のひとつ。『百家姓』の419番目。2020年の中華人民共和国の統計では13番目に多い複姓で、約4千人がいる。台湾の2018年の統計では649番目に多い姓で、63人がいる。
本来は鮮卑の部族名（尉遅部）であり、「尉」は「イ」ではなく「ウツ」（鬱と同音）と読む。のちに漢風にするために「尉」一字に改めたという。
ホータン王国の王室の姓も尉遅であり、伏闍とも書かれる。チベット大蔵経のテンギュル中にある『于闐国懸記』によると、ホータン国の国王の姓はヴィジャヤ(Vijaya)であり、尉遅・伏闍はいずれもその音訳と考えられる。

## 著名な人物
- 尉遅菩薩 - 北魏の武人。万俟醜奴の配下。
- 尉遅迥 - 西魏・北周の武人。
- 尉遅綱 - 西魏・北周の武人、尉遅迥の弟。
- 尉遅熾繁 - 北周の宣帝の皇后。
- 尉遅敬徳 - 唐初の武人。
- 基 (僧) - 唐の僧侶。
- 尉遅乙僧 - 唐初の画家、ホータン王国出身。
- 尉遅勝 - ホータン王国の王。
- 尉遅鳳崗（中国語版） - 中華民国の軍人。

### 架空の人物
- 尉遅光 - 井上靖『敦煌』の登場人物。
- 尉遅慧 - 毛利志生子『風の王国』の登場人物。
- 尉遅真金 - ツイ・ハークの映画『ライズ・オブ・シードラゴン 謎の鉄の爪』の登場人物。